# Sogno di una notte di mezza sbornia (film)
Sogno di una notte di mezza sbornia è un film per la televisione italiana del 1959, diretto da Eduardo De Filippo. Tratto dalla commedia L'agonia di Schizzo di Athos Setti, adattata nella versione napoletana da Eduardo De Filippo.

## Trama
Napoli. Pasquale Grifone, che vive in un basso con la sua famiglia, riceve in sogno la visita di Dante Alighieri. Il poeta suggerisce all'uomo, annebbiato dai fumi dell'alcol, quattro numeri da giocare al lotto, ma sottolineando che essi rappresentano anche la data della sua morte, che avverrà a breve. Dopo poco tempo, come aveva predetto Dante, i numeri vengono estratti davvero e Pasquale vince una somma considerevole, ma la felicità è offuscata dal dubbio che la predizione fosse giusta anche sulla data della sua dipartita.
La famiglia si trasferisce in un costoso appartamento e tutti i componenti, ma in particolare sua moglie Filomena, si comportano, ora, come dei gran signori. L'unico che non riesce a gioire della nuova vita è, ovviamente, Pasquale, terrorizzato dalla sua "imminente" morte. A nulla valgono i tentativi di sua moglie, di suo figlio Arturo e di sua figlia Gina, volti a spazzar via quella che considerano una sciocca superstizione. Il giorno annunciato da Dante, però, la famiglia si veste a lutto: tutti, ormai, sono convinti che quelli siano gli ultimi momenti di vita del padre di famiglia. Si attende soltanto l'ora stabilita (le tredici) e, al suo scoccare, Pasquale, preso dal terrore, sviene ed è considerato morto. Entra quindi in scena il medico, il quale si rende conto che Pasquale è vivo e vegeto. Questi, preso dall'euforia, invita il medico a pranzo per festeggiare lo scampato pericolo, ma il medico declina l'offerta sostenendo di avere un impegno proprio alle ore tredici. Pasquale e la famiglia lo invitano a rimanere, convinti che le tredici siano ormai passate, ma il medico è implacabile: alle tredici mancano ancora cinque minuti.